# Joshua Kitolano
Joshua Gaston Kitolano (Likasi, 3 augustus 2001) is een Noors-Congolees voetballer die doorgaans speelt als middenvelder. In augustus 2022 verruilde hij Odd Grenland voor Sparta Rotterdam. Hij is een broer van voetballers John Kitolano en Eric Kitolano.

## Clubcarrière
Kitolano werd geboren in Congo-Kinshasa en kwam in oktober 2005 met zijn ouders en zeven broers en zussen naar Noorwegen. Hier ging hij voetballen bij Gulset IF, wat hij in 2017 verliet voor de jeugdopleiding van Odd Grenland. Hier debuteerde de middenvelder op 15 april 2018, toen door drie doelpunten van Marcus Pedersen met 3–0 verloren werd van Strømsgodset. Kitolano begon als reservespeler aan het duel en mocht van coach Dag-Eilev Fagermo twaalf minuten voor tijd invallen voor Thomas Grøgaard. Zijn eerste doelpunt in het eerste elftal volgde op 12 mei 2019, toen Odd Grenland op bezoek bij Tromsø op achterstand kwam door een treffer van Runar Espejord. Een kwartier voor tijd maakte Kitolano gelijk op aangeven van Torgeir Børven, die later zelf voor de winnende zou tekenen: 1–2. Eind september 2020 tekende de middenvelder een nieuw contract bij Odd Grenland, tot en met december 2022.
In de zomer van 2022 werd hij aangetrokken door Sparta Rotterdam, samen met teamgenoot Tobias Lauritsen. Kitolano tekende voor vier seizoenen en maakte de transfer na afloop van het einde van de eerste seizoenshelft in Noorwegen, in augustus 2022. Tijdens zijn eerste jaar bij Sparta speelde Kitolano alle wedstrijden van Sparta mee, inclusief vier in de play-offs om Europees voetbal. Hier haalde Sparta de finale, waarin FC Twente te sterk was.

## Clubstatistieken
| Seizoen | Club             | Competitie  | Competitie | Competitie | Beker | Beker | Internationaal | Internationaal | Nacompetitie | Nacompetitie | Totaal | Totaal |
| Seizoen | Club             | Competitie  | Wed.       | Dlp.       | Wed.  | Dlp.  | Wed.           | Dlp.           | Wed.         | Dlp.         | Wed.   | Dlp.   |
| ------- | ---------------- | ----------- | ---------- | ---------- | ----- | ----- | -------------- | -------------- | ------------ | ------------ | ------ | ------ |
| 2018    | Odd Grenland     | Eliteserien | 16         | 0          | 0     | 0     | —              | —              | —            | —            | 16     | 0      |
| 2019    | Odd Grenland     | Eliteserien | 21         | 1          | 3     | 0     | —              | —              | —            | —            | 24     | 1      |
| 2020    | Odd Grenland     | Eliteserien | 27         | 4          | 0     | 0     | —              | —              | —            | —            | 27     | 4      |
| 2021    | Odd Grenland     | Eliteserien | 28         | 2          | 1     | 0     | —              | —              | —            | —            | 29     | 2      |
| 2022    | Odd Grenland     | Eliteserien | 16         | 0          | 1     | 0     | —              | —              | —            | —            | 17     | 0      |
| 2022/23 | Sparta Rotterdam | Eredivisie  | 34         | 4          | 1     | 0     | —              | —              | 4            | 0            | 39     | 4      |
| 2023/24 | Sparta Rotterdam | Eredivisie  | 24         | 5          | 2     | 0     | —              | —              | —            | —            | 26     | 5      |
| 2024/25 | Sparta Rotterdam | Eredivisie  | 24         | 0          | 1     | 0     | —              | —              | —            | —            | 25     | 0      |
| Totaal  | Totaal           | Totaal      | 190        | 16         | 9     | 0     | 0              | 0              | 4            | 0            | 203    | 16     |

Bijgewerkt op 6 mei 2025.